# Marat Kazej
Marat Ivanavič Kazej (in bielorusso Марат Іванавіч Казей?; in russo Марат Иванович Казей?, Marat Ivanovič Kazej; Stan'kava, 10 ottobre 1929 – Charomickija, 11 maggio 1944) è stato un partigiano e pioniere sovietico, di origine bielorussa, insignito postumo del titolo di Eroe dell'URSS.

## Biografia

### Famiglia e primi anni

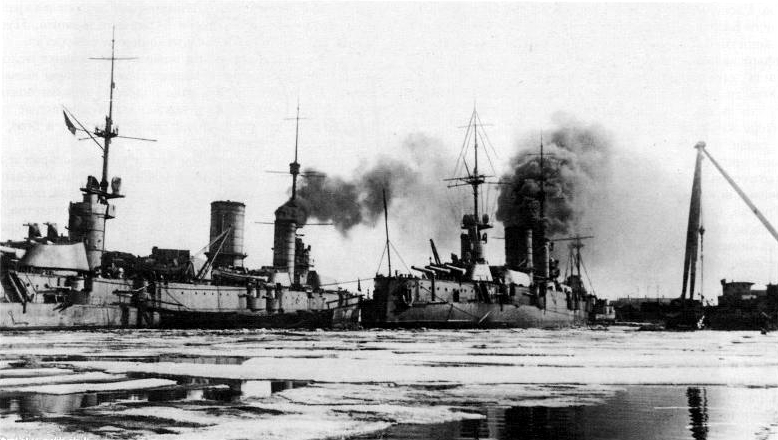
Le corazzate Sevastopol' e Petropavlovsk nel porto di Kronštadt, nel 1921, anno in cui assunsero nomi rivoluzionari: la prima si chiamò Parižskaja kommuna (Comune di Parigi); la seconda, Marat.

Marat Kazej era figlio di Ivan Heorhievič e di Hanna Aljaksandraŭna: entrambi di cognome facevano Kazej, benché non ci fossero legami tra le due famiglie, l'una di origine bielorussa e l'altra, polacca. Il padre, nato nel 1892, era un convinto bolscevico e un marinaio della flotta del Baltico. Nel 1921, tornato in licenza nel villaggio natale di Stan'kava, conobbe la sedicenne Hanna Aljaksandraŭna, nata nel 1904, e se ne innamorò. Di ritorno a Stan'kava da Kronštadt nel 1922 per dare un ultimo saluto al padre morente, mise incinta Hanna che sposò a settembre, avendo lasciando la Marina dopo dieci anni di servizio maturati prima sulla corazzata Sevastopol'/Parižskaja kommuna e poi sulla Petropavlovsk/Marat.
Il matrimonio fu celebrato grazie alla buona volontà del prete che non si oppose, ma la sposa non ebbe la propria dote e dovette cucirsi da sé l'abito nuziale.
La coppia ebbe, in ordine cronologico, cinque figli: Alena; Aryjadna, detta Ada e il cui nome è un omaggio alla Arianna del mito; Kim; Marat, così chiamato in onore della nave da guerra a bordo della quale il padre aveva lavorato; e Nėla. Kim morì di morbillo nel 1933 e Nėla di scarlattina diversi anni dopo.
Ivan Heorhievič, insieme a suo fratello Jafim, iniziò nel 1929 a Dzjaržynsk la costruzione della prima Stazione di macchine agricole della Bielorussia e il "tribunale dei compagni" a essa associato. Lavorò nell'MTS come meccanico e istruttore di giovani trattoristi, ma una denuncia anonima lo accusò di sabotaggio (avrebbe distrutto alcune macchine agricole). Fu arrestato il 5 gennaio 1935 assieme a due suoi fratelli e processato. La famiglia riuscì a vederlo un'ultima volta al tribunale di Minsk, prima che fosse esiliato per sette anni in Estremo Oriente, dove morì nel 1942 nel campo di lavoro forzato Bajkal-Amur (AMURlag). Fu riabilitato, in quanto riconosciuto una delle vittime della repressione staliniana, il 1º luglio 1959.
Hanna Aljaksandraŭna, che svolgeva diversi lavori ed era membro della commissione elettorale distrettuale per le elezioni del Soviet Supremo dell'Unione Sovietica, era anche iscritta come studente fuori sede presso l'Istituto pedagogico di Mosca, ma dopo l'arresto del marito perse il lavoro, la casa, fu espulsa dall'università e arrestata sotto l'accusa vaga di trockismo. I quattro figli superstiti furono affidati ai parenti: Marat e Ada a "nonna" Zosja, in realtà la sorella del nonno paterno, la quale non aveva figli e si sposò sessantenne.

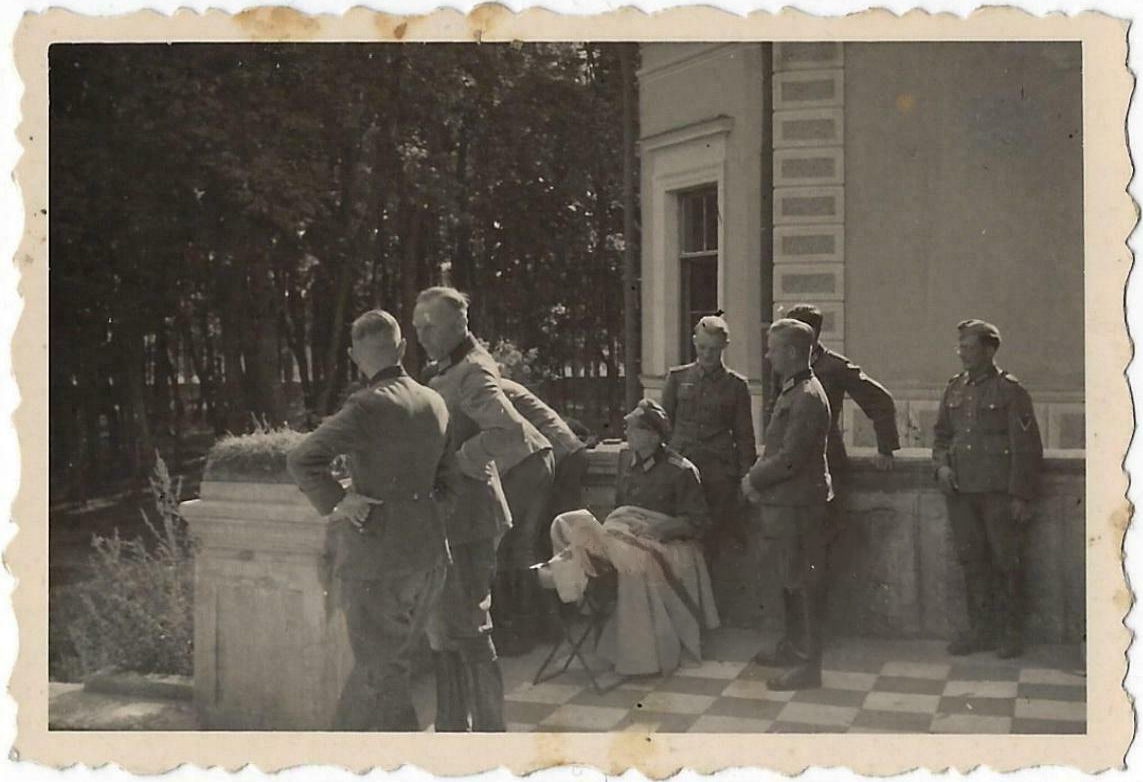
Ufficiali tedeschi acquartierati nella tenuta Czapski a Stan'kava

Marat iniziò la scuola all'età di otto anni. Si unì ai pionieri, divenne capo unità, studiò con profitto. Il suo eroe fu Vasilij Čapaev, uno tra i più importanti protagonisti della guerra civile, anche se, diversamente da lui, Marat sapeva cavalcare bene fin dalla più tenera età. Nel 1939 Hanna Kazej fu rilasciata, per essere arrestata di nuovo quasi subito con lo stesso capo d'imputazione della prima volta. Fu rimessa in libertà tre mesi prima dell'inizio della guerra in terra sovietica.
Il 22 giugno del 1941 i nazisti attaccarono la Bielorussia (assieme all'Ucraina e ai Paesi baltici) e una settimana dopo si acquartierarono a Stan'kava, nell'immensa tenuta che era stata della nobile e ricchissima famiglia polacca dei Czapski. Hanna Kazej ora abitava nella casa della defunta nonna Zosja, con Marat e Aryjadna, mentre la primogenita Alena nel 1938 si era sposata e trasferita in Ucraina.
L'izba dei Kazej, il cui cortile interno dava sulla foresta ed era invisibile dalla strada che portava al villaggio, divenne il rifugio dei partigiani feriti e poi la base dell'istruttore politico Ivan Andrėevič Dazmaraŭ, venuto nel villaggio di Stan'kava per guidare un gruppo giovanile clandestino. Dazmaraŭ, al fine di ingannare i nazisti, fu fatto passare per il marito di Hanna tornato dall'esilio. Fu allora, nell'agosto del 1941, che Marat e sua sorella iniziarono la loro attività di partigiani come messaggeri ed esploratori, e a volte portavano armi e munizioni occultate nel cimitero di Stan'kava ai combattenti accampati nella foresta.
Una notte, ai primi di ottobre, la casa di Hanna Aljaksandraŭna fu circondata: Marat e Aryjadna erano soli, furono interrogati, picchiati e trascinati nei pressi del soviet del villaggio. La madre e Dazmaraŭ vennero catturati di ritorno dalla foresta e trasferiti in prigione a Minsk dove il 7 novembre, in occasione del 24º anniversario della Rivoluzione d'Ottobre, furono impiccati nella centrale piazza della Libertà. Marat e Aryjadna per diversi mesi continuarono ad attendere il ritorno della madre.

### Con i partigiani

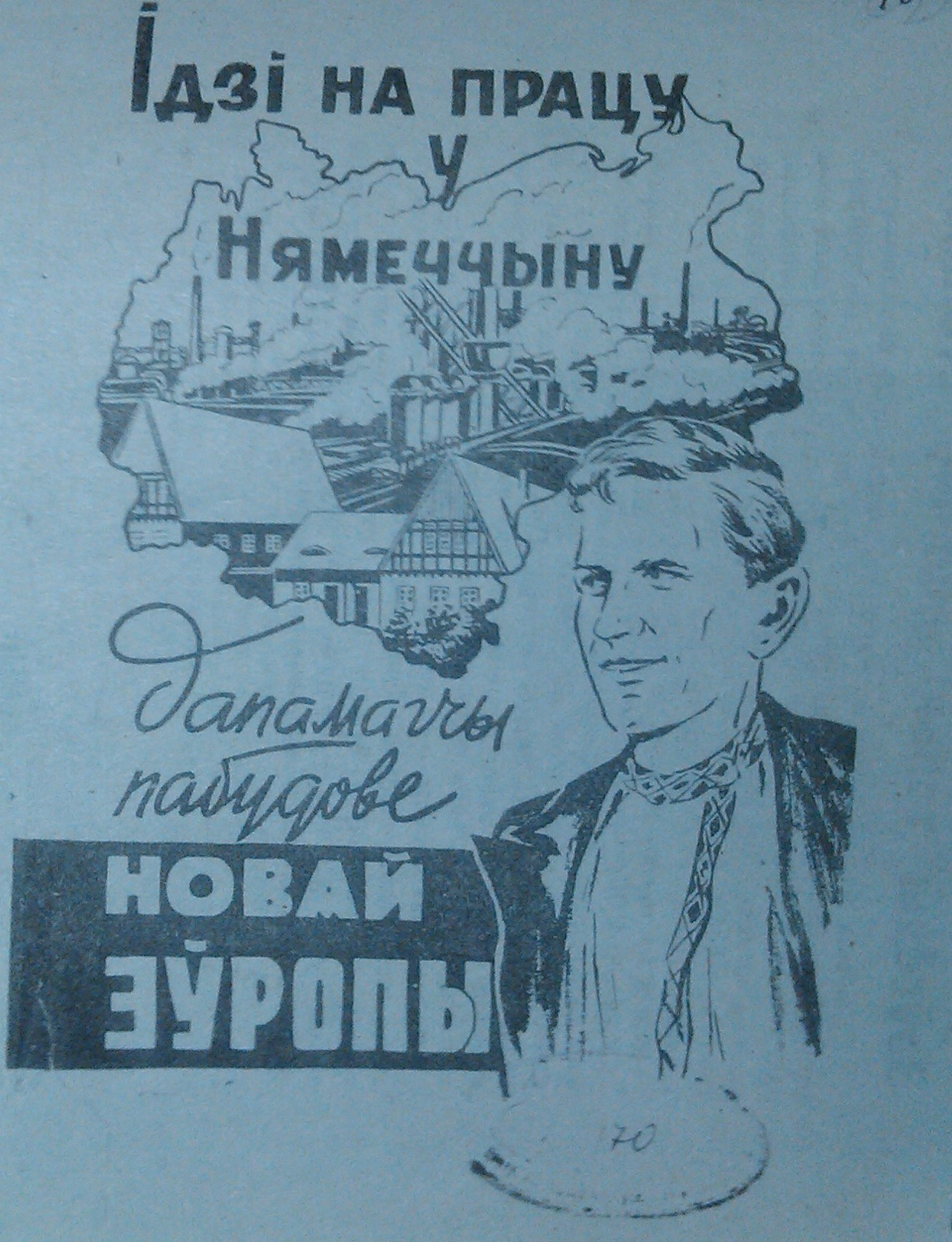
Manifesto tedesco che "invitava" i bielorussi ad andare a lavorare in Germania per costruire una «nuova Europa»

Per sei mesi Marat, impossibilitato a tornare a scuola perché i tedeschi avevano riadattato a caserma l'edificio, visse con sua sorella Aryjadna e con l'aiuto dei parenti. In primavera gli occupanti costrinsero la popolazione che aveva compiuto i sedici anni a scegliere tra il trasferimento in Germania e il lavoro in torbiera lungo il letto del fiume Usa, affluente di destra del Nėman. Alla fine di agosto Aryjadna non ne poté più del lavoro in torbiera e fu mandata di nascosto dalla nonna materna Mariylja a Minsk da una cugina, mentre tenne Marat con sé. La ragazza si ricongiunse poco dopo con la sorella Alena, che aveva lasciato l'Ucraina dove aveva perso il marito e il figlio.
L'11 novembre 1942, seguendo lo zio materno Mikalaj, Marat si arruolò nel distaccamento partigiano "25 anni dall'Ottobre" (25 let Oktjabrja), intitolato al 25º anniversario della Rivoluzione, familiarmente detto il "Venticinquesimo", e comandato da Iosif Aparovič. Un mese dopo Marat fu raggiunto da Aryjadna, che era partita da Minsk senza avvisare Alena.
Il 9 gennaio 1943 Marat, che qualche giorno prima si era ferito alla mano sinistra mentre puliva la sua pistola nel cui caricatore era rimasta inavvertitamente una pallottola, prese parte alla sua prima vera battaglia. La foresta di Stan'kava, che dava rifugio a diversi distaccamenti, era stata circondata dai nazisti. Occorreva trovare qualche punto debole nell'accerchiamento, sfondarlo e raggiungere la 300ª brigata intitolata a Vorošilov che si trovava più a sud, nel distretto di Kapyl'. Il "Venticinquesimo" veniva immediatamente dietro il distaccamento "Combattimento" (Boevoj) che, a un certo punto, fu in grado di rompere l'anello del nemico e di fuggire, ma non tutti i partigiani del gruppo di Marat riuscirono a fare altrettanto. I tedeschi chiusero la falla e iniziarono a colpire con la fanteria e l'artiglieria. I partigiani dovettero disperdersi: Marat e la sorella, strisciando sul terreno bagnato dalla neve, fecero un tratto insieme, poi si persero di vista. Marat superò l'accerchiamento e poté ricongiungersi con alcuni compagni, che incitò perché resistessero. Si diressero in un villaggio vicino, dove altri compagni del suo distaccamento dissero di aspettare che qualcuno venisse a prenderli. Così fu, e il 16 gennaio Marat rivide anche la sorella Aryjadna. La ragazza si era trovata vicina ai tedeschi: evitando di fare rumore per non rivelare così la propria presenza, era stata costretta a stare ferma diverse ore sulla neve finché i nemici non si erano allontanati, quindi aveva vagato per giorni e ora mostrava i primi sintomi di congelamento ai piedi. Non avendo scarpe adeguate e dovendo stare sempre in movimento, un mese dopo dovette subire sul campo l'amputazione di entrambi i piedi al di sopra delle caviglie, perché non c'era il tempo per evacuarla assieme agli altri feriti. Altri venticinque partigiani furono vittime, come Aryjadna, di congelamento nel corso della battaglia nella foresta di Stan'kava.
Il 12 aprile Aryjadna era pronta per essere trasferita. Il commissario del distaccamento voleva che Marat partisse con la sorella e studiasse alla Scuola militare "Suvorov", ma il ragazzo dichiarò la sua ferma intenzione di restare e continuare a lottare fino alla liberazione del Paese.
Marat operò soprattutto come esploratore a cavallo e osservatore, con il compito di raccogliere informazioni e riferirle al comando. Sotto le mentite spoglie di un mendicante e incurante della fatica, faceva il giro dei villaggi e scopriva su quali strade sarebbe passato il nemico, affinché fossero preparate le imboscate, visualizzava dov'erano le postazioni nemiche, dove erano piazzate le mitragliatrici e com'erano eventualmente mimetizzate, dove erano allestiti i posti di blocco per aggirarli. Prese parte a diversi atti di sabotaggio, sulle strade e sulle linee ferroviarie.

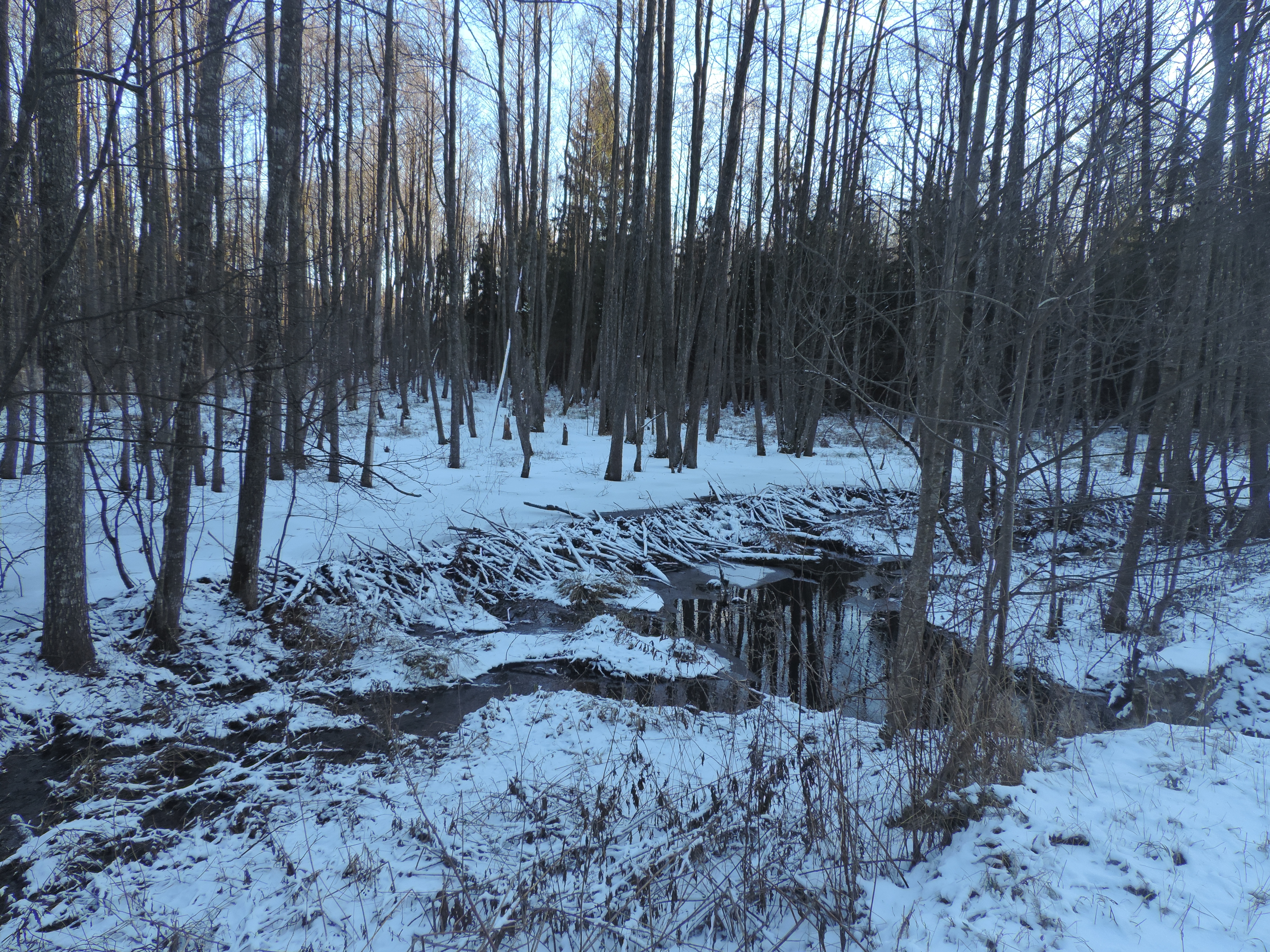
Foresta nel distretto di Uzda

Nell'inverno del 1943 il distaccamento "Venticinquesimo" entrò nel villaggio di Rumok (distretto di Uzda), e arruolò nuovi partigiani, donne e adolescenti compresi. L'8 marzo si videro decine di donne, alcune con bambini tra le braccia, avvicinarsi al villaggio. Gli esploratori del distaccamento si accorsero che quelle donne erano soldati tedeschi e che tra le braccia erano occultati i fucili mitragliatori soltanto quando i nemici erano ormai vicini alla foresta, e non riuscirono a impedire l'accerchiamento dell'intero reparto. Il comando provò a chiedere aiuto al distaccamento intitolato a Furmarov che era a 7 km di distanza. Due messaggeri non ebbero la fortuna di superare le linee nemiche e furono abbattuti. Marat si offrì volontario e in sella al suo cavallo Orlik riuscì miracolosamente a compiere la missione. Congiunte le forze, i due distaccamenti poterono con successo sconfiggere i tedeschi.
Il 21 agosto del 1943, la direzione del comando partigiano di Minsk creò la 200ª Brigata partigiana intitolata a Rokossovskij unendo i distaccamenti "Venticinquesimo" e "Furmanov". Nella brigata, Marat collaborò alle missioni di ricognizione sia individualmente che come parte di una squadra. A dicembre si rese necessario andare in avanscoperta presso la guarnigione tedesca sita nella torbiera del villaggio di Meleshava (distretto di Dzjaržynsk), si vide che era molto ben fortificata e che era impossibile prendere la postazione in una battaglia aperta. Fu allora deciso di eliminare il comandante e i suoi ufficiali quando fossero andati a Minsk, ma bisognava conoscere l'ora della partenza. Indossati i panni del mendicante, Marat si recò al villaggio e tornò dai suoi con le informazioni desiderate. Il 14 dicembre, sull'autostrada Minsk-Sluck, vicino al villaggio di Celjakova (distretto di Uzda), l'imboscata dei partigiani ai danni di quello che si rivelò essere un grande convoglio di truppe naziste fu coronata dal successo. Durante lo scontro, cui partecipò attivamente Marat, i partigiani distrussero cinquantadue veicoli tedeschi e due auto blindate, e uccisero e ferirono oltre duecento soldati nemici. Marat tolse la vita a un colonnello e gli sottrasse la valigetta, che conteneva preziosi documenti con mappe e piani operativi.

### Morte
All'alba dell'11 maggio 1944, Marat e il capo dell'unità di ricognizione, Uladzimir Laryn, giunsero nel villaggio di Choromickie per raccogliere informazioni. Mentre Laryn incontrava il suo contatto e Marat si ristorava dai suoi conoscenti, la famiglia Aksenčyk, un centinaio di tedeschi, guidati da un ex partigiano passato al nemico, occuparono il villaggio. Laryn cercò di trovare scampo nella foresta attraverso un campo aperto, ma fu ferito mortalmente da un colpo alla schiena. Il suo corpo fu poi ripetutamente infilzato dalle baionette. Marat si nascose in mezzo ai cespugli, ma i tedeschi lo videro e provarono a stanarlo. Il quattordicenne scaricò su di loro il caricatore della sua mitragliatrice, quindi lanciò una granata. I tedeschi volevano catturarlo vivo, e Marat alzò le mani, gridò di venirlo a prendere, che si arrendeva. Tuttavia, quando i tedeschi si avvicinarono, fece esplodere la seconda granata che portava sempre alla cintola, uccidendo se stesso e diversi nemici. 
Il traditore, Ivan Baranovič, riconobbe il cavallo di Marat perquisendo il retro della casa di Lichadzieŭski, un contadino che per questo venne fucilato, e con lui la madre, la moglie e i quattro figli. I tedeschi radunarono nella piazza tutti gli abitanti del villaggio e fecero sfilare davanti ai loro occhi i carri con i cadaveri di Marat, dei soldati da lui uccisi, di Laryn e di una partigiana locale che era venuta a trovare i suoi bambini. Poco prima che i residenti fossero passati per le armi, se non si fossero fatti avanti coloro che avevano dato ospitalità a Marat e a Laryn, i tedeschi furono messi in fuga dall'arrivo dei partigiani stanziati a poche miglia da Choromickie e allertati dal rumore degli spari. 
Marat, temporaneamente inumato con Laryn nel villaggio dove aveva trovato la morte, fu nel 1946 sepolto a Stan'kava.

## Onorificenze
Entro il 1943, Marat Kazej, per l'audacia mostrata in battaglia, si guadagnò tre premi: la Medaglia per il coraggio, la Medaglia per merito in battaglia e l'Ordine della Guerra patriottica di prima classe. Dopo la sua morte, e nel ventennale della vittoria sovietica sul nazifascismo, l'8 maggio 1965, con decreto del Presidium del Soviet Supremo dell'URSS dell'8 maggio 1965, fu insignito del titolo di Eroe dell'Unione Sovietica, decorazione che comprende due distinte medaglie: la "Stella d'oro" e l'Ordine di Lenin. 
Alla fine della guerra il comandante della 200ª Brigata, Mikalaj Juljanavič Baranaŭ, disse che Marat avrebbe meritato un riconoscimento per ogni missione compiuta, sia che fosse una ricognizione o una battaglia.

Medaglia per il coraggio
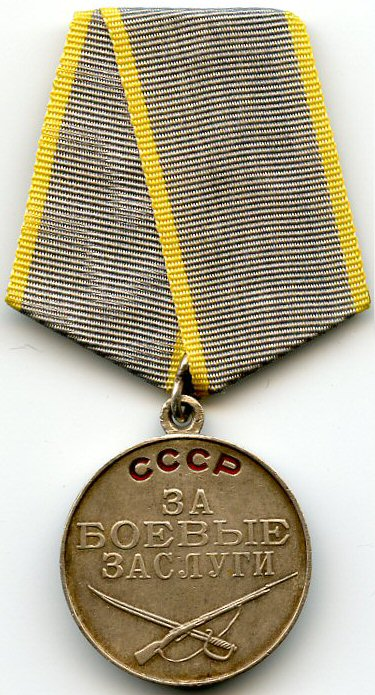
Medaglia per merito in battaglia
Ordine della Guerra patriottica di prima classe
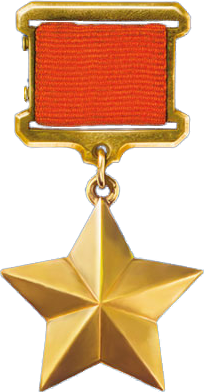
Eroe dell'Unione Sovietica
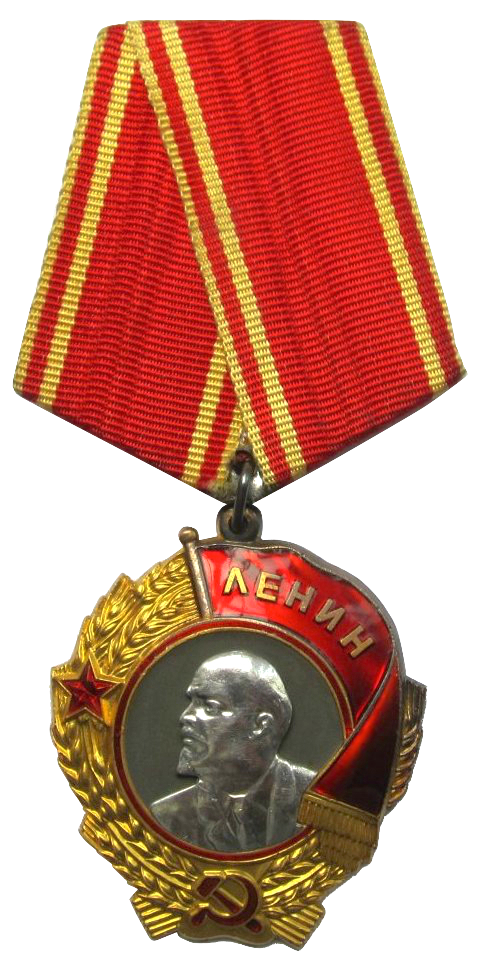
Ordine di Lenin

## Memoria
- Nel 1959 a Minsk, nel parco prima intitolato ai "Pionieri" e da allora a Marat Kazej, è stato eretto un monumento a lui dedicato. Il progetto dello scultore Sjargej Selichanaŭ e dell'architetto Viktar Volčak consta di un bronzo alto tre metri, che raffigura Marat nell'atto finale della sua vita mentre lancia la granata, basato su un piedistallo di forma piramidale e rivestito di granito rosso. L'opera fu realizzata grazie a una raccolta fondi dei pionieri.[28]
- Il villaggio natale di Stan'kava, dall'ottobre 1958, omaggia Marat con un obelisco commemorativo sul luogo dov'è la sua lapide. La via dove si trova ancora la sua casa è intitolata al giovane eroe, come pure la scuola media-superiore, dove il 10 marzo 1966 è stato inaugurato un museo con foto e altri cimeli di Marat.[21]
- Nel villaggio di Jagodnoe (oblast' di Samara), all'interno del centro benessere "Vele scarlatte" (Alye parusa), si può vedere un busto di Marat pioniere allocato su una colonna.[17]
- Il busto di Marat Kazej, con molti altri, fiancheggia il Vicolo degli Eroi-Pionieri nella città di Simferopol'. C'è, invece, un bassorilievo nel Vicolo degli eroi-pionieri che costeggia il marciapiede di via Minaev a Ul'janovsk.[17]
- Vie di Minsk, di Mahilëŭ e di Krasnodar prendono il nome da Marat Kazej.[17]
- Nel 1968 fu chiamata Marat Kazej una motonave della grande Compagnia mercantile russo-sovietica dell'Estremo Oriente, la FESCO.[17]
- Marat, un personaggio del film d'animazione russo-giapponese First Squad, è ispirato a Kazej.[17]

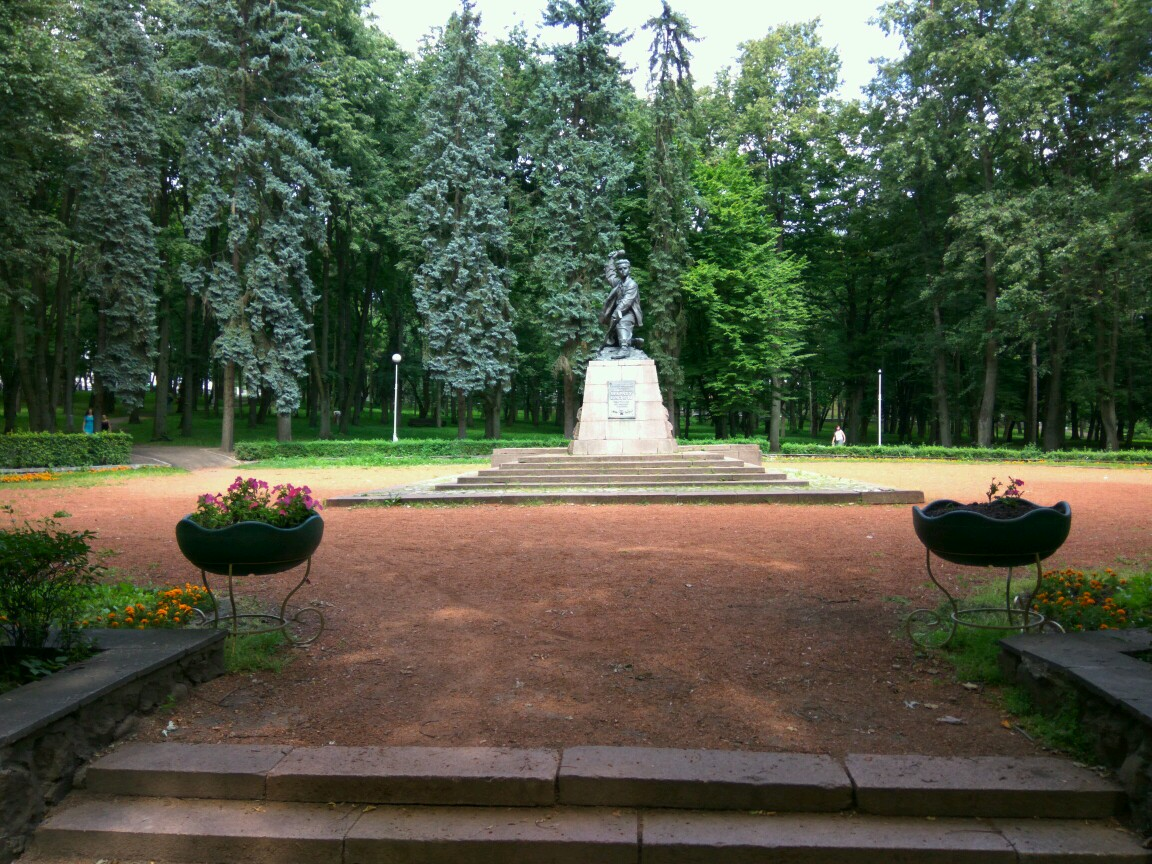
Monumento a Minsk
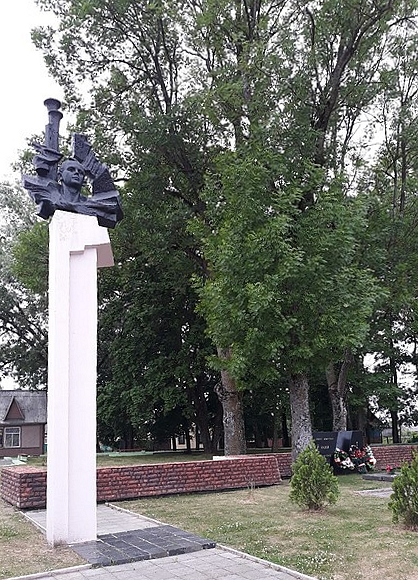
Obelisco presso la tomba di Marat Kazej a Stan'kava
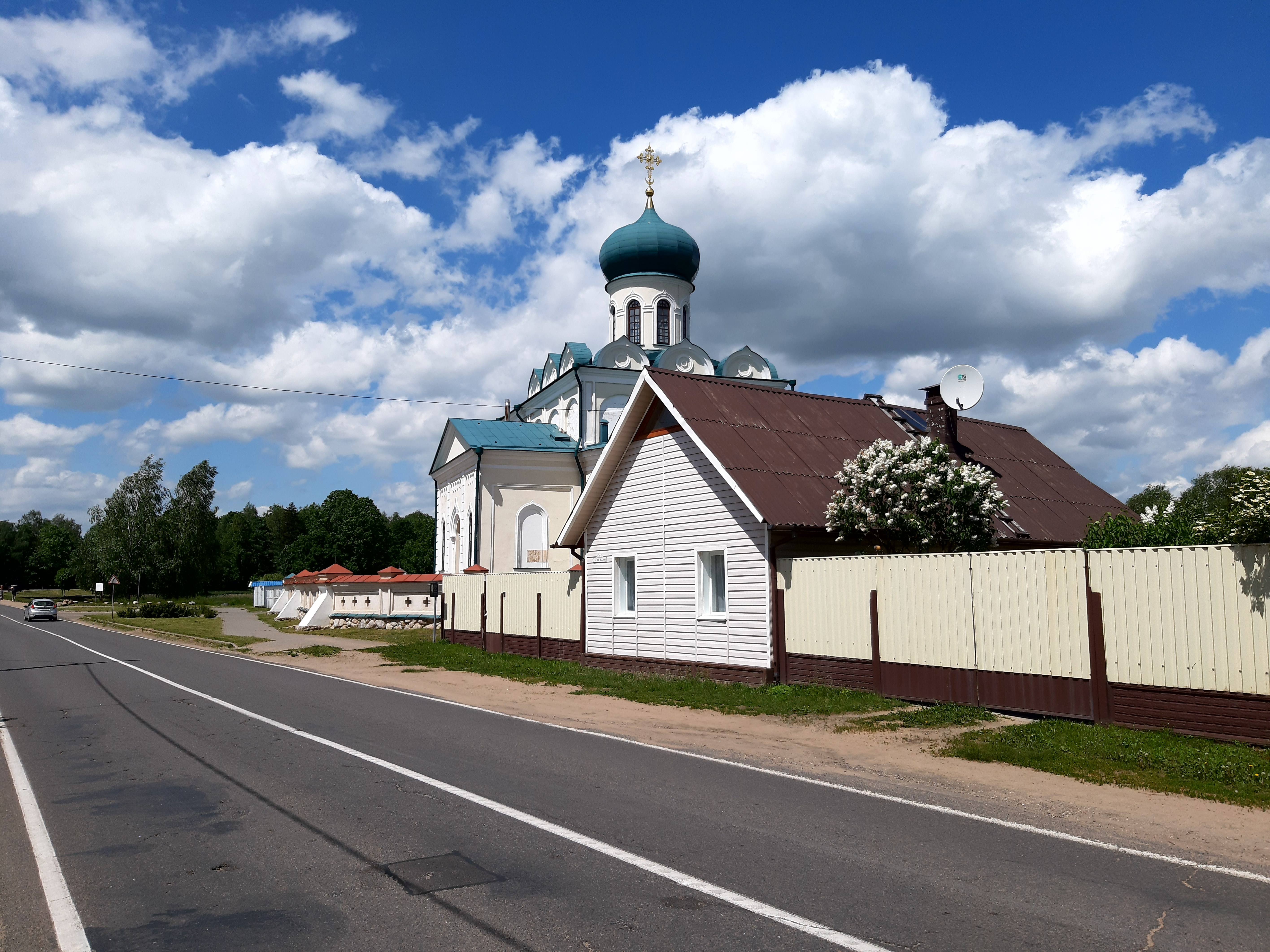
Casa di Marat Kazej sulla via omonima
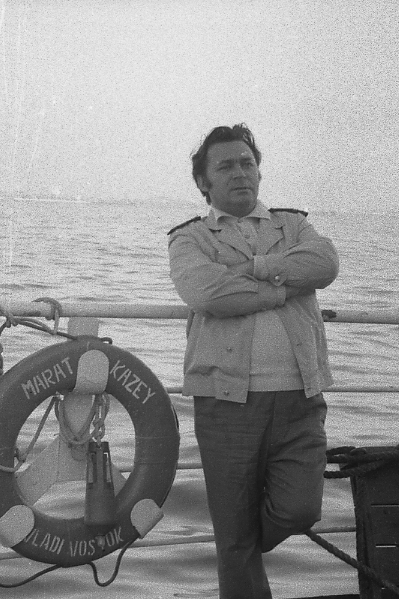
Vjačeslav Morozov, autore di un racconto su Marat, a bordo della motonave intitolata all'eroe-pioniere

### Esplicative
1. ↑   Nome sovietico creato dall'acronimo di "Kommunističeskij Internacional Molodëži" (Internazionale della Gioventù Comunista).[3]
2. ↑   La "Stazione delle macchine e trattori" (MTS, da Mašinno-traktornaja stancija) era una grande azienda statale che forniva alle fattorie collettive le macchine agricole e si occupava della loro manutenzione.[5]
3. ↑   Il "tribunale dei compagni" (tovariščeskij sud) fu istituito con decreto del Consiglio dei commissari del popolo della RSFS Russa il 14 novembre 1919, con lo scopo di migliorare la disciplina e, di conseguenza, la produttività sui luoghi di lavoro nel rispetto degli ideali collettivistici. Inizialmente le procedure non furono rigide e la gamma delle sanzioni rimase ristretta. Con l'inizio della NEP, nel 1922, i tribunali dei compagni furono aboliti, per tornare, riformati e inaspriti, nel 1928.[6]
4. ↑   Sebbene Čapaev sia stato rappresentato al cinema, nel celebre film del 1934, in sella a un cavallo e tale sia rimasto nella memoria collettiva, nella realtà si muoveva sui mezzi motorizzati a causa soprattutto di una ferita alla coscia rimediata durante il primo conflitto mondiale.[11]
5. ↑   La famiglia dei von Hutten-Czapski in bielorusso Hutėn-Čapskija?lasciò la Bielorussia nel 1920, a eccezione della contessa Lizaveta Karlaŭna che, gravemente malata, dovette restare con i suoi contadini. Non avendo più alcuna proprietà, visse poveramente fino alla morte, nel 1991, in una modesta casetta ai margini del villaggio.[12]
6. ↑  Le foreste giocarono un ruolo fondamentale per lo sviluppo del movimento partigiano sovietico. Se in altre nazioni europee la Resistenza agli occupanti tedeschi si giovò delle montagne, la configurazione ambientale dell'URSS, priva di rilievi se non ai confini con l'Asia e consistente in prevalenza di steppe aperte, vide la diffusione e le imprese delle forze della resistenza nelle estensioni boschive e, in minor grado, in quelle paludose. In particolare, le vaste aree forestali della Bielorussia costituirono la zona più favorevole, tanto che alla fine del 1945 vi si contavano 375 000 combattenti partigiani.[14]
7. ↑   Aryjadna fu portata nell'ospedale militare di Irkutsk, dove subì altri cinque interventi chirurgici. Tornò in Bielorussia dopo aver imparato a usare le protesi, e si diplomò all'Istituto pegagogico. Insegnò lingua e letteratura bielorussa presso la scuola secondaria n. 28 intitolata a suo fratello. Il 1º luglio fu insignita del titolo di Eroe del lavoro socialista con l'Ordine di Lenin, mentre a maggio aveva ricevuto la Medaglia per il coraggio. Fu eletta deputata al Soviet Supremo della RSS Bielorussa e membrodella Commissione centrale di controllo. Morì il 15 aprile 2008 a Minsk.[23]
8. ↑  Il nome di Laryn è indicato come Michail in altre fonti. Cfr. Berezin e Morozov.

### Fonti
1. 1 2 3  Kostjukovskij, cap. I, "Mama" (Mamma).
2. 1 2  (RU) Andrej Geraščenko, Marat kazej i drugie pionery-geroi [Marat Kazej e gli altri ero-pionieri], in Kamerton, Mosca, 5 aprile 2020. URL consultato il 6 gennaio 2025.
3. ↑  (RU) Anastasija Vojko, Kak v SSSR pojavilis' Dazdraperma i drugie novye imena [Come sono apparsi in URSS Dazdraperma e altri nomi nuovi?], su culture.ru. URL consultato il 2 gennaio 2025.
4. 1 2  Kostjukovskij, cap. III, "Otec" (Padre).
5. ↑  (RU) Bol'šaja Sovetskaja Ėnciklopedija (v 30 tomach) [La Grande Enciclopedia Sovietica (in 30 volumi)], vol. 15, Mosca, Sovetskaja Ėnciklopedija, 1969,  p. 534. URL consultato il 10 gennaio 2025. Ospitato su archive.org.
6. ↑  (RU) Marija Igorevna Starun, Tovariščeskie sudy i socialističeskaja zakonnost' v sovetskoj Rossii i SSSR v 1917-1939 gg. [I tribunali dei compagni e la legalità socialista nella Russia sovietica e nell'URSS negli anni 1917-1939]  (PDF) (abstract), San Pietroburgo, 24 ottobre 2024,  p. 2. URL consultato il 2 gennaio 2025.
7. ↑  (RU) Ivan Georgievič Kazej (1892), su ru.openlist.wiki. URL consultato il 6 gennaio 2025.
8. 1 2 3 4  (RU) Oleg Usačev, Malen'kij geroj s bol'šoj bukvy - 95 let nazad rodilsja pioner Marat Kazej [Un piccolo Eroe con la lettera maiuscola - 95 anni fa è nato il pioniere Marat Kazej], in Belarus' Segodnja, Minsk, Belarus'Segodnja, 10 ottobre 2024. URL consultato il 2 gennaio 2025.
9. 1 2  Kostjukovskij, cap. II, "Babuška Zosja" (Nonna Zosja).
10. ↑  (RU) Istorija Onlajn Vtoroj Mirovoj, Marat Kazej! Bessmertnyj podvig v 14 let! [Marat Kazej! L'immortale impresa a 14 anni!], su dzen.ru, 26 aprile 2022. URL consultato il 2 gennaio 2025.
11. ↑  (RU) Konstantin Kudrjašov, «Vperëdi na lichom kone»? Mog li real'nyj Čapaev ezdit' verchom [«In prima linea su un cavallo impetuoso?» Avrebbe potuto il vero Čapaev andare a cavallo], in Argumenty i Fakty, Mosca, S.p.A. «Argumenty i Fakty», 8 maggio 2023. URL consultato il 2 gennaio 2025.
12. ↑  (RU) Oleg Masliev, Kto oni, Čapskie? [Chi sono i Čapskie?], su stankovo.by. URL consultato il 12 gennaio 2025.
13. ↑  Kostjukovskij, cap. IV, "Vojna" (Guerra).
14. ↑  Boffa, p. 136.
15. ↑  Kostjukovskij, cap. V, "Arest" (Arresto).
16. 1 2  Kostjukovskij, cap. VI, "Odni" (Soli).
17. 1 2 3 4 5 6 7  (RU) Vladimir Berezin, Pionery-geroi [Eroi-pionieri], su mpgu.su. URL consultato il 27 gennaio 2025..
18. ↑  Kostjukovskij, cap. VII, "Nachožu «Dvadcar' pjatyj»" (Trovo il «Venticinquesimo»).
19. ↑  Kostjukovskij, cap. VIII, "Budin" (Vita quotidiana).
20. ↑  Kostjukovskij, cap. IX, "Vo vražeskom kol'ce" (Nell'anello del nemico).
21. 1 2 3 4  (RU) Aleksandr Kosenko, Geroi Strany Sovetov. Orlënok, orlënok, gremučej granatoj v boju vsech vragov razmelo! [Eroi della terra dei Soviet. Aquilotto, aquilotto (verso di una poesia dello scrittore bielorusso Jakaǔ Shvedaǔ), con una granata esplosiva hai fatto a pezzi tutti i nemici in battaglia], su kprf10.ru. URL consultato il 27 gennaio 2025.
22. ↑  Kostjukovskij, cap. X, "Na puti bol'šoj zemle" (Sulla via per la grande terra).
23. ↑  (RU) Sergej Karganol'cev, Ariadna Ivanovna Kazej, su warheroes.ru. URL consultato il 31 gennaio 2025.
24. ↑  Morozov.
25. ↑  (RU) Partizanskaja brigada 200_ja imeni K. K. Rokossovskogo [La 200ª Brigata partigiana intitolata a K. K. Rokossovskij], su belarusenc.by. URL consultato il 31 gennaio 2025.
26. ↑   Chronika osvoboždenija Belarusi:13 dekabrja 1943 goda [Cronaca della liberazione della Bieloussia: 13 dicembre 1943], su peramoga.belta.by. URL consultato il 29 gennaio 2025)..
27. ↑  Kostjukovskij, cap. XIV, "Marat".
28. ↑  (RU) Pamjatnik pioneru-geroju Maratu Kazeju [Monumento all'eroe-pioniere Marat Kazej], su izvezda.ru. URL consultato il 31 gennaio 2025.